# Studio-théâtre d'Asnières
Le Studio d'Asnières, désormais Studio | ESCA, est un centre dramatique fondé par Jean-Louis Martin-Barbaz et dirigé actuellement par Tatiana Breidi et Paul Desveaux qui succède à Hervé Van der Meulen. Il est situé dans la ville d'Asnières-sur-Seine (Hauts-de-Seine) en proche banlieue ouest de Paris.

## Activités
La structure portant aujourd'hui le nom de Studio | ESCA combine trois activités professionnelles et artistiques :
- l'École supérieure de comédiens par l'alternance (ESCA), une des douze écoles supérieures d'art dramatique françaises, d'abord seul centre de formation d'apprentis (CFA) de comédiens en France[4], puis habilité en 2014 par le ministère de la Culture à délivrer le diplôme national supérieur professionnel de comédien (DNSPC). L’ESCA offre une formation en alternance durant trois ans[5] et permet de continuer à se former et de rencontrer le milieu professionnel, tout en percevant une rémunération[6] ;
- le Studio : la compagnie théâtrale professionnelle du Studio d’Asnières, qui produit chaque saison ses propres créations au Studio-Théâtre d'Asnières-sur-Seine ;
- le Studio-Théâtre d’Asnières : la salle de théâtre où la compagnie a résidence et où elle organise notamment Mises en Demeure, festival de la jeune création théâtrale, à l’occasion duquel des compagnies dont les membres sont issus de la formation créent ou tournent leurs propres spectacles.

## Anciens élèves de l’école de théâtre
- Ralph Amoussou
- Théo Askolovitch
- Rachida Brakni
- Sarah Brannens
- Rosa Bursztein
- Stéphane Caillard
- Marco Caraffa
- Émilie Cazenave
- Pauline Chalamet
- Pauline Clément
- Emma Colberti
- Romain Cottard
- Sylvain Creuzevault
- Amaury de Crayencour
- Lorraine de Sagazan
- Adrien de Van
- Julie Deliquet
- Hiba El Aflahi
- Arié Elmaleh
- Lionel Erdogan
- Sol Espeche
- Vincent Escure
- Délia Espinat Dief
- Damien Ferrette
- Émilie Gavois-Kahn
- Louise Grinberg
- Laëtitia Guédon
- Martin Jobert
- Alma Jodorowsky
- Julie Judd
- Manon Kneusé
- Léa Lopez
- Maïka Loukairim
- Guillaume Marquet
- Tigran Mekhitarian
- Louka Meliava
- Igor Mendjisky
- Nina Meurisse
- Théo Navarro-Mussy
- Éric Pucheu
- Antoine Reinartz
- Coralie Russier
- Joachim Salinger
- Maïa Sandoz
- Léonie Simaga
- Chloé Stefani
- Pierre-Benoist Varoclier
- Maud Wyler

### Catégorie
- Catégorie:Élève de l’école du Studio d’Asnières